# Wrestling-Matcharten
Beim Wrestling gibt es eine Vielzahl von Möglichkeiten die choreografierten Kämpfe, im Folgenden als Matches bezeichnet, anzusetzen. Dies betrifft die Art und Anzahl der Teilnehmer, die Art und Weise, das Match zu beenden sowie an den dessen Ausgang geknüpfte Bedingungen.
Ein Wrestling-Match kann heute durchaus aus mehreren der folgenden Matcharten kombiniert sein.

## Grundregeln
Es gibt im Wrestling je nach Matchansetzung verschiedene Wege zu gewinnen. In diesem Abschnitt werden lediglich die allgemeinen Grundregeln im Wrestling beschrieben. Die Matcharten und Bedingungen können beliebig kombiniert werden und müssen nicht für alle Teilnehmer gelten, wodurch viele Variationen dieser Grundarten entstehen können.

### Pinfall
Pinfall bedeutet, dass der Gegner mit beiden Schultern auf den Ringboden gedrückt wird (engl. Cover), während der Ringrichter dreimal im Abstand von jeweils einer Sekunde (in der Praxis häufig auch länger, um die Dramatik zu steigern) mit der Hand auf den Boden schlägt. Derjenige, der es schafft, seinen Gegner so zu „pinnen“, ist der Sieger.

### Aufgabe

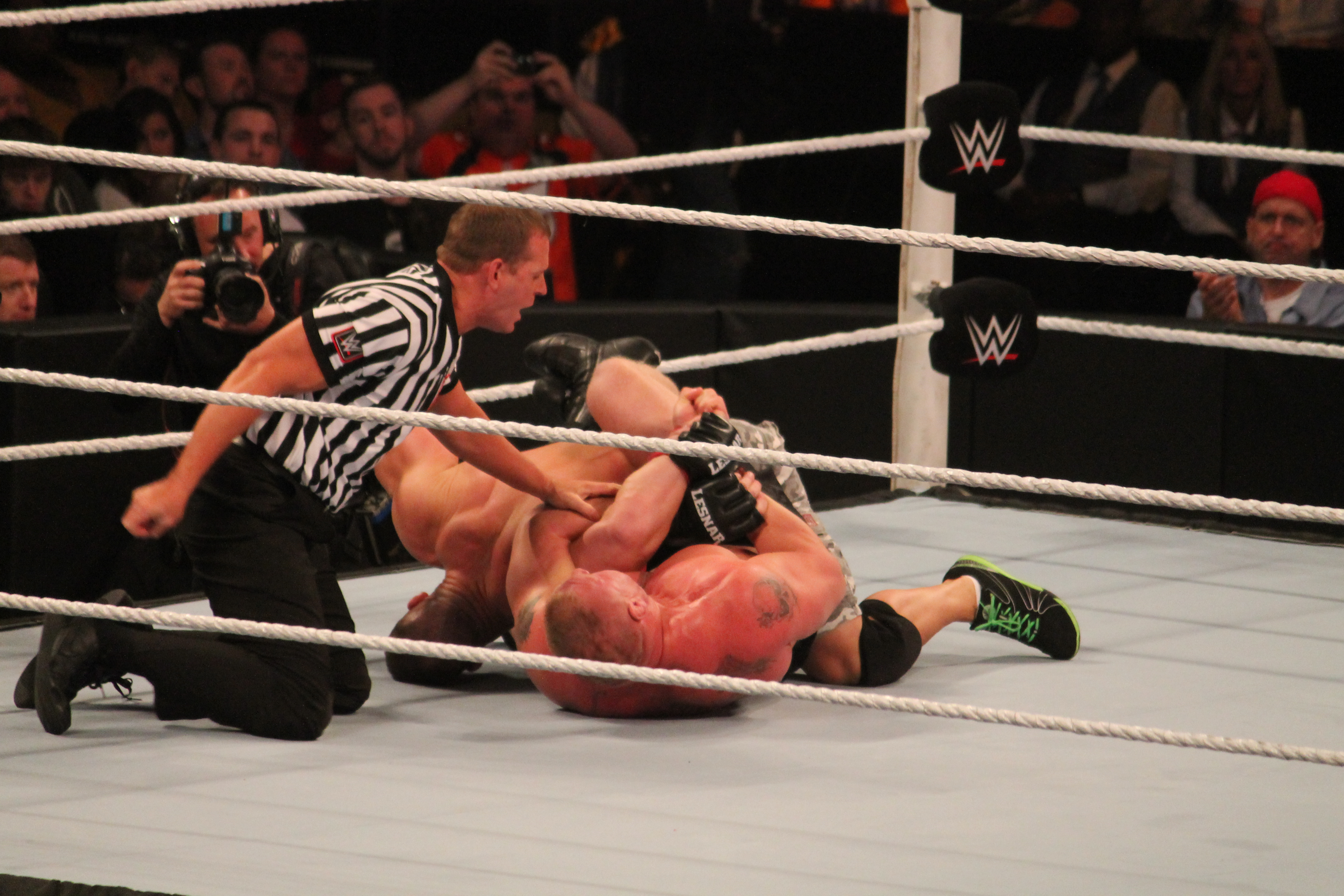
Brock Lesnar führt sein Submission Move Kimura Lock an John Cena aus.

Bei der Aufgabe (engl. Submission) gesteht ein Wrestler die Niederlage ein, wenn er sich nicht mehr aus einem Aufgabegriff seines Gegners befreien kann. Dazu klopft er mehrmals auf den Ringboden (engl. to tap out) und signalisiert damit die Aufgabe.
Wird der Unterlegene, an dem ein solcher Griff durchgeführt wird, bewusstlos, dann handelt es sich um einen technischen Knock-out. Um diesen festzustellen, hebt der Ringrichter den Arm des Unterlegenen dreimal in die Luft. Fällt dieser jedes Mal wieder herunter, ist das Match durch K. o. beendet. Alternativ kann der Ringrichter auch ohne Heben des Arms prüfen, ob der Unterlegene noch auf Ansprechen oder Berührungen reagiert und das Match daraufhin direkt abbrechen. Auszählen oder Disqualifikation gibt es i. d. R. bei dieser Matchart nicht.

#### I Quit-Match
In einem „I Quit“-Match, welches eine besondere Variante des Aufgabematches darstellt, gibt es ebenfalls keine Disqualifikation und kein Auszählen. Um den Kampf zu gewinnen, muss ein Ringer seinen Gegner dazu bringen, eine Erklärung abzugeben, die im Veranstaltungsort gehört werden kann. Normalerweise hat der Schiedsrichter ein Mikrofon, über das der Ringer, der aufgibt, seine mündliche Erklärung abgeben kann.

### Auszählen
Beim Auszählen (engl. Count-out) befindet sich mindestens ein Wrestler außerhalb des Rings, während der Ringrichter bis zu einer bestimmten Zahl zählt (in Nordamerika meistens bis 10, in Japan hingegen bis 20). Wird ein Wrestler ausgezählt, hat er das Match verloren. Werden beide Wrestler ausgezählt (engl. double count-out) endet das Match unentschieden.
Ein Titel wechselt normalerweise nicht auf diese Art, dies kann jedoch per Sonderregel beschlossen werden.

### Disqualifikation
Ein Wrestler kann aufgrund einer unerlaubten Handlung disqualifiziert werden. Der Ringrichter muss diese nicht immer mit eigenen Augen sehen, so gab es auch schon Entscheidungen, die im Nachhinein umgedreht wurden, weil der Ringrichter z. B. den Einsatz eines verbotenen Gegenstands von einem Kollegen mitgeteilt bekam. Diese Art der Matchentscheidung wurde gern von Dusty Rhodes in seiner Funktion als Booker verwendet, weshalb sie heute auch als "Dusty-Finish" bekannt ist.
Typische Beispiele dafür sind:
- das Anwenden unerlaubter Griffe und dabei das Anzählen des Ringrichters zu ignorieren: Der Griff muss nach 5 Sekunden gelöst werden; dies gilt auch für einen legalen Aufgabegriff, den der Gegner durch einen Griff in die Seile unterbrechen kann;
- Handgreiflichkeiten gegenüber dem Ringrichter;
- Verwendung von unerlaubten Gegenständen wie Tischen, Stühlen etc. oder auch unerlaubten Tiefschlägen;
- Eingreifen durch andere Wrestler, die nicht am Match beteiligt sind.

Die Auslegung dieser Regel liegt, je nach erwünschter Dramaturgie, im Ermessen des Ringrichters und wird mal mehr, mal weniger streng geahndet.

### No Contest
Das Match endet ohne Wertung:
- wenn beide Teilnehmer durch ein Eingreifen von anderen Wrestlern abgelenkt werden, so dass kein Disqualifikations-Sieg für eine Partei ausgerufen werden kann,
- wenn beide Parteien unfähig sind, das Match weiterzuführen oder
- wenn das Match durch äußere Umstände abgebrochen werden muss.

Zum selben Ergebnis führt das Erreichen eines eventuell festgelegten Zeitlimits, wobei hier meistens eher von einem Unentschieden (engl. Time Limit Draw) als von einem No Contest gesprochen wird.

### Titelmatch

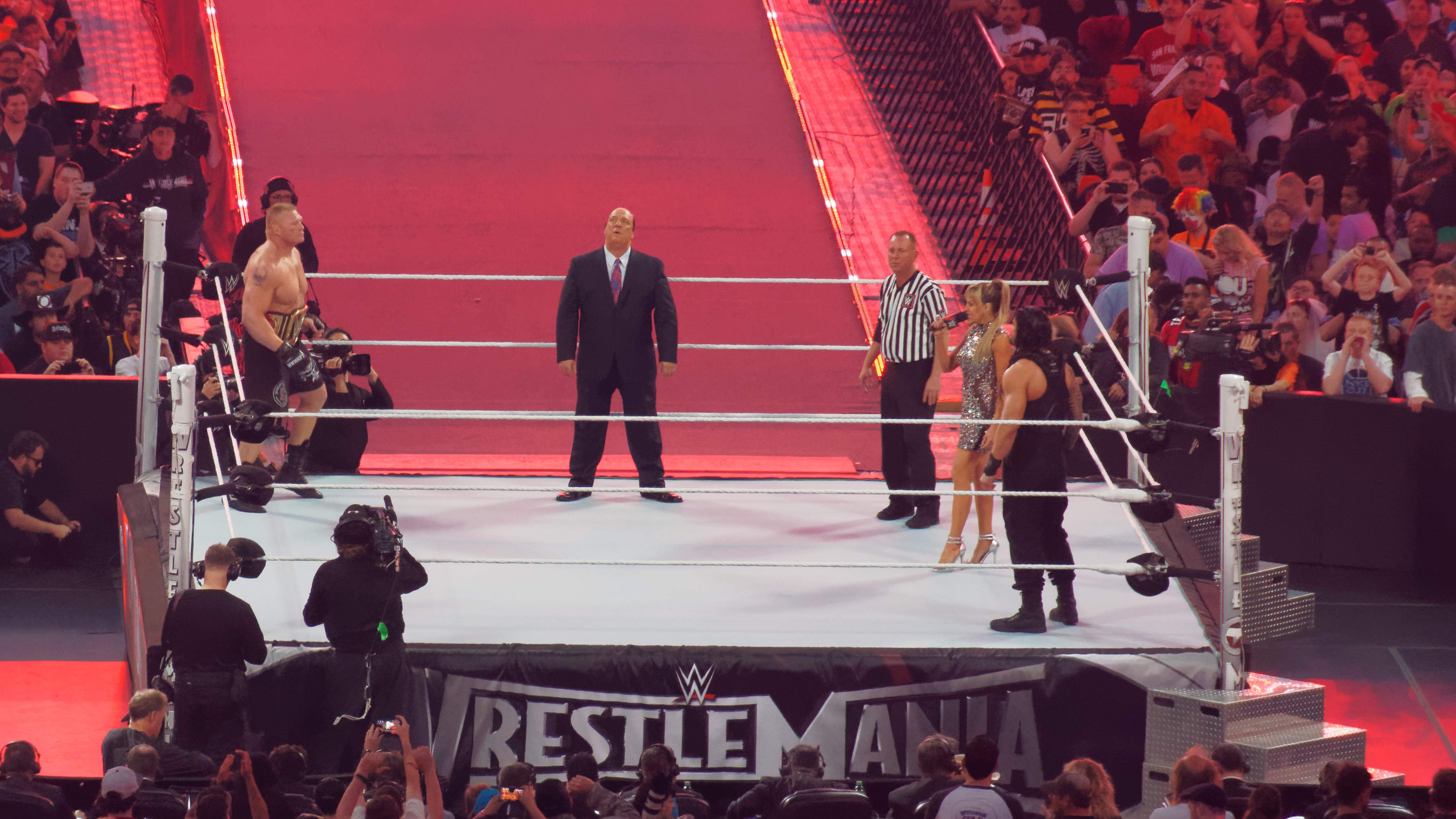
WWE Champion Brock Lesnar vs. Roman Reigns in einem Titelmatch beim WrestleMania 31 Event.

Matches, bei denen es um einen der zahlreichen Wrestlingtitel geht, stellen eine Besonderheit dar. Hierbei wird um eine Auszeichnung in Form eines Gürtels gekämpft. Ein Titel kann grundsätzlich durch jede Matchart errungen werden. Bei Disqualifikation oder Auszählen kann der Titel jedoch in der Regel nicht wechseln, was dem Titelträger die Möglichkeit bietet, das Match absichtlich zu verlieren, den Gürtel aber zu behalten. Diese Taktik wird naturgemäß gern von "bösen" Charakteren (engl. Heels) verwendet, um die Verschlagenheit ihres Charakters zu unterstreichen.

### Ausscheidungsmatch
Es gibt mehrere Variationen dieser Matchart. Bei Einzel-Ausscheidungs-Matches stehen mehrere Wrestler im oder am Ring. Jeder Wrestler kann nur durch Pinfall, Aufgabe oder Wurf über das Seil eliminiert werden und muss den Ring verlassen. Gewinner ist derjenige, der als letzter noch im Ring steht.
Bei Team-Ausscheidungsmatches können sich die Wrestler eines Teams entweder untereinander oder gegenseitig auswechseln, oder sind alle gleichzeitig im Ring (siehe Tornado Tag-Team Match). Einzelne Wrestler werden im Laufe des Matches eliminiert, wobei der eliminierte Wrestler entweder allein oder mit seinem Tag-Team Partner (je nach Regelung) das Match verlassen muss und durch einen anderen Wrestler seines Teams ersetzt wird. Das Team, das alle Wrestler des gegnerischen Teams eliminiert hat, ist siegreich.

### Gauntlet-Match
Ein Gauntlet-Match (auch bekannt als Turmoil-Match) ist eine Aneinanderreihung von Matches. Zwei Wrestler stehen sich gegenüber. Nachdem ein Gegner je nach Ansetzung (Pinfall, Aufgabe, Disqualifikation) besiegt wurde, wird er solange durch einen anderen Wrestler ersetzt, bis kein weiterer übrig ist. Der letzte verbleibende Wrestler wird zum Sieger erklärt.

## Numerische Ansetzungen

### Singles-Match
Bei einem Einzelmatch (engl. singles match) treten zwei Wrestler gegeneinander an. Das Match kann durch Pin, Aufgabe, Disqualifikation oder Auszählen entschieden werden. Es handelt sich hierbei um die traditionelle Form des Wrestlings, wobei in der Anfangszeit des Sports meistens die 2 out of 3 Falls-Regel angewandt wurde, welche besagt, dass der erste Kontrahent, der zwei Siege durch Pin, Aufgabe etc. erringt zum Sieger des Matches erklärt wird. Dies ist heute eine eher seltene und meistens als spezielle Besonderheit angepriesene Erweiterung. Heutzutage wird diese Match-Art auch gerne als English Rules Match bezeichnet.

### Handicap-Match
Mit dem Begriff des Handicap-Matches bezeichnet man eine Variante des Wrestlings, in der eine Seite eine numerische Überlegenheit gegenüber dem Gegner/den Gegnern hat. Am verbreitetsten ist es in der Variante 2 gegen 1, wobei alle erdenklichen Konstellationen möglich sind. Häufig steht in Handicap-Matches ein großer, kräftiger Wrestler mehreren Jobbern gegenüber, um seine Überlegenheit zu demonstrieren.

### Multi-Way-Match
An Matches dieser Art nehmen normalerweise drei bis sechs Wrestler teil, wobei es keine vorgesehenen Allianzen gibt und somit jeder gegen jeden antritt. Am bekanntesten sind die Varianten Triple-Threat-Match (mit drei Teilnehmern), Fatal-Four-Way-Match (mit vier Teilnehmern) und Six-Pack-Challenge (mit sechs Teilnehmern). Wenn mehr als 4 Wrestler teilnehmen, werden diese Matches auch als One-Fall-to-a-Finish- Match bezeichnet.
Optional tritt in solchen Veranstaltungen eine Ausscheidungsregel in Kraft, sodass nicht der Wrestler das Match gewinnt, der als Erster einen Pinfall erzielt, sondern derjenige, der als Letzter übrig bleibt, nachdem die besiegten Teilnehmer nacheinander aus dem Match ausscheiden. Für solche Elimination-Matches gibt es Bezeichnungen wie Three-Way-Dance und Four-Way-Dance, wobei diese je nach Liga auch schlicht als Synonym für die obigen Bezeichnungen verwendet werden können und nicht zwingend etwas über eine eventuelle Ausscheidungsregel aussagen. Auch gibt es die Four-Corners-Variante, wobei je ein Wrestler in jeder der vier Ringecken steht und von einem der zwei im Ring befindlichen jederzeit eingewechselt werden kann.

### Battle Royal / Top Rope Battle Royal
Eine Match-Art mit einer unbeschränkten Zahl an Kontrahenten (Üblicherweise spricht man ab einer Teilnehmerzahl von sechs Teilnehmern von einer Battle Royal, sofern keine spezielle Gimmick-Bezeichnung verwendet wird), die üblicherweise mit einer Ausscheidungsregel versehen ist. Bei der Battle Royal kann das Ausscheiden der Gegner ausschließlich dadurch erfolgen, dass ein Wrestler über das oberste Seil nach draußen befördert wird und mit beiden Füßen den Boden berührt. Je nach Liga müssen bei Matches dieser Art mit reiner Damenbeteiligung die Teilnehmerinnen einfach nur aus dem Ring befördert werden, die Ringseile spielen dabei keine Rolle. Eine weitere Besonderheit dieses Matches kann sein, dass nicht alle von Beginn an diesem teilnehmen, sondern im Abstand von einer festgelegten Zeit nach Losentscheid in das Match eintreten.
Bei einigen unabhängigen Ligen, wie beispielsweise der Independent Wrestling Association findet die Battle Royal unter den Regeln eines Hardcore-Matches statt und wird dementsprechend auch als Hardcore-Rumble bezeichnet.

### Tag-Team-Match

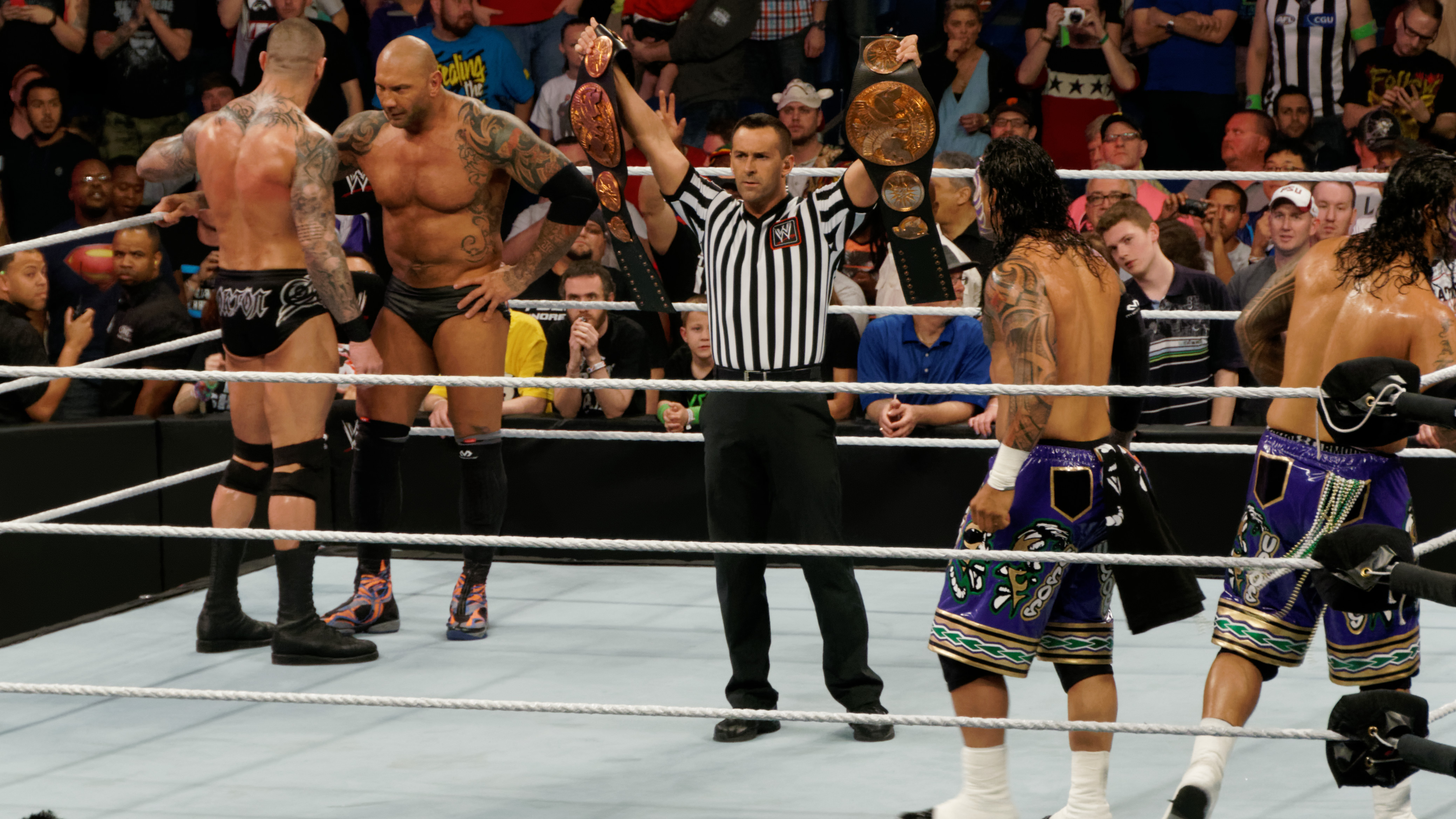
Evolution vs. WWE Tag Team Champions The Usos in einem Tag-Team-Titelmatch.

Bei dieser Match-Variante stehen sich zwei Teams aus jeweils zwei Wrestlern gegenüber, wobei nur ein Partner aktiv am Match teilnimmt. Die anderen Partner stehen in gegenüberliegenden Ecken außerhalb des Rings und können durch Abklatschen (Tag) ihren Partner im Ring ersetzen. Nach einem Wechsel gibt es eine theoretisch fünfsekündige Phase, in der der ausgewechselte Wrestler im Ring bleiben darf, um zusammen mit seinem Partner eine Aktion auszuführen (Double-Team-Move). Das Match endet, wenn ein Wrestler gepinnt, disqualifiziert etc. wird; Ausscheidungsregeln sind nicht üblich.

#### Tag-Team-Matches mit mehr als vier Teilnehmern
Es gibt auch Tag-Team-Matches, in denen sich zwei Teams mit bis zu acht Wrestlern in jedem Team (beispielsweise bei der Survivor Series) befinden und Handicap-Tag-Team-Matches, bei denen sich ungleich große Teams gegenüberstehen. Bei dieser Match-Art gibt es des Öfteren eine Ausscheidungsregel, nach welcher das Match nach Ausscheiden eines Wrestlers mit den restlichen Teilnehmern fortgeführt wird, bis ein Team komplett ausgeschieden ist.

#### Multi-Way-Tag-Match
Dies ist eine Variante des Multi-Way-Matches, bei der stets nur zwei Wrestler gleichzeitig am Match teilnehmen, während die anderen Teilnehmer außerhalb des Rings stehen und wie in einem Tag-Team-Match eingewechselt werden können. Dabei kann jeder Kontrahent mit jedem inaktiven Teilnehmer wechseln, auch mit dem Partner des gegnerischen Teams. Dies kann z. B. zur Situation führen, dass zwei Teampartner gegeneinander antreten müssen.
Ein solches Match kann auch unter Ausscheidungsregeln stattfinden. Matches dieser Art werden auch als Four-Corners-Tag-Team-Match bzw. Four-Corners-Elimination-Tag-Team-Match bezeichnet.

#### Trios
Das auch als Relevos Australianos (span. Australischer Wechsel) bezeichnete Trios ist im mexikanischen Wrestling (und dort insbesondere in den beiden großen Ligen AAA und CMLL) die verbreitetste Form des Team-Matches. Es stehen sich Teams aus je drei Wrestlern gegenüber, wobei jeweils ein Mann als Kapitän bestimmt wird. Ein Team kann nur gewinnen, indem es entweder den gegnerischen Kapitän oder beide anderen Gegner besiegt. Verschiedene Tag-Regeln sind möglich; so wird z. B. häufig ein Wrestler, der den Ring verlässt oder hinausgeworfen wird im fliegenden Wechsel durch einen seiner Partner ersetzt. Diese Regel wird als Scramble bezeichnet und kam auch bei Ring Of Honor bereits zum Einsatz.

## Ansetzungen nach Spezialregeln (engl.Gimmick-Matches)

### Beat the Clock-Challenge
Bei einer Beat The Clock-Challenge werden mehrere Matches zwischen verschiedenen Wrestlern (z. T. auch unter weiteren Spezialregeln wie im Stahlkäfig) aneinander gereiht.
Im ersten Match beginnt eine Stoppuhr zu laufen und nimmt die Zeit bis zum Cover oder der Aufgabe ab. In den nächsten Matches innerhalb der Beat The Clock-Challenge muss diese Zeit nun unterboten werden, um zum Herausforderer zu werden. Läuft die Stoppuhr rückwärts bis null herunter, ist das Match mit einem "No Contest" beendet und beide Herausforderer scheiden aus. Schlägt ein Wrestler die vorgegebene Zeit, muss im nächsten Match nun diese Zeit geschlagen werden. Eine Beat The Clock-Challenge wird meistens vor Großveranstaltungen angesetzt, um einen Startplatz oder ein Match um einen Titel zu vergeben.

### Blindfold-Match
Bei dieser Match-Art treten ein oder auch beide Wrestler mit verbundenen Augen an. Oft wird das Publikum durch den beliebten Wrestler miteinbezogen, um die Position des Kontrahenten anhand von Armbewegungen und dadurch lauter oder leiser werdende Reaktionen zu bestimmen.

### Boneyard-Match
Funktioniert ähnlich wie das unten genannte Buried Alive-Match, mit der Zusatzregel, dass dieses Match auf einem Friedhof stattfindet.

### Buried Alive-Match
Um dieses Match zu gewinnen, muss der Gegner in eine Graböffnung befördert und diese zugeschaufelt werden. Diese Variante wurde für den Wrestler The Undertaker eingeführt. Nach dem Match entkommt der „lebendig begrabene“ Verlierer durch eine für das Publikum verborgene Geheimtür aus seinem Grab.

### Career-Threatening-Match / Career-Ending-Match
Eine Steigerung des Loser-Leaves-Town-Matches, bei dem der Verlierer seine aktive Karriere vollständig und meist auch ligenunabhängig beenden muss. Wird häufig genutzt, um das tatsächlich geplante Ende der Laufbahn eines Wrestlers zu erklären.

### Falls Count Anywhere
Hierbei handelt es sich um eine Zusatzregel, nach der es möglich ist, den Gegner überall inner- und außerhalb der Halle pinnen zu können.
Ebenso ist abklopfen (bzw. Aufgeben) möglich. Eine Zusatzregel kann sein, dass der Unterlegene nach einem erlittenen Pin rechtzeitig wieder in den Ring zurückkehren muss. Schafft er dies, geht das Match weiter. Schafft er es hingegen nicht, hat er das Match verloren.
Auch als sog. Pin-Everywhere-Match (PEM) bekannt.

### First-Blood-Match
Ziel dieser Matchart ist es, dem Gegner eine Platz- oder Schnittwunde zuzufügen, wobei es ansonsten keinerlei Regeln gibt. Derjenige, der zuerst sichtbar blutet, hat das Match verloren.

### Fulfill Your Fantasy
In diesem Match treten weibliche Wrestlerinnen in anregenden Outfits gegeneinander an. Im Ring steht ein Bett und es liegen Kissen zum Match bereit, wobei es meist keine eindeutige Regel zum Ermitteln der Siegerin gibt. Wird auch Pillow Fight oder Playboy Pillow Fight genannt.

### Hardcore-Match
Hardcore-Wrestling stellt eine Sonderform des professionellen Wrestlings dar, bei der ein besonderer Wert auf die explizite Darstellung von roher und besonders blutiger Gewalt gelegt wird. In dieser Sparte ist es allgemein üblich, verschiedene Gegenstände als Waffe einzusetzen.
Das moderne Hardcore-Wrestling entstand Ende der 1980er-Jahre als Antwort auf die damals populären Extrem-Sportarten, welche bis Mitte der 1990er-Jahre betrieben wurden.
Als dessen Vorläufer gelten heute die Street-Fights und Death-Matches der National Wrestling Association und der National Wrestling Alliance, die diese zwischen den 1930er- und 1990er-Jahren veranstalteten. Im Gegensatz zur Auslegung der heutigen Independent- oder japanischen Promotionen wurde bei den Vorgenannten stets auf eine gewisse Sicherheit der Akteure geachtet.

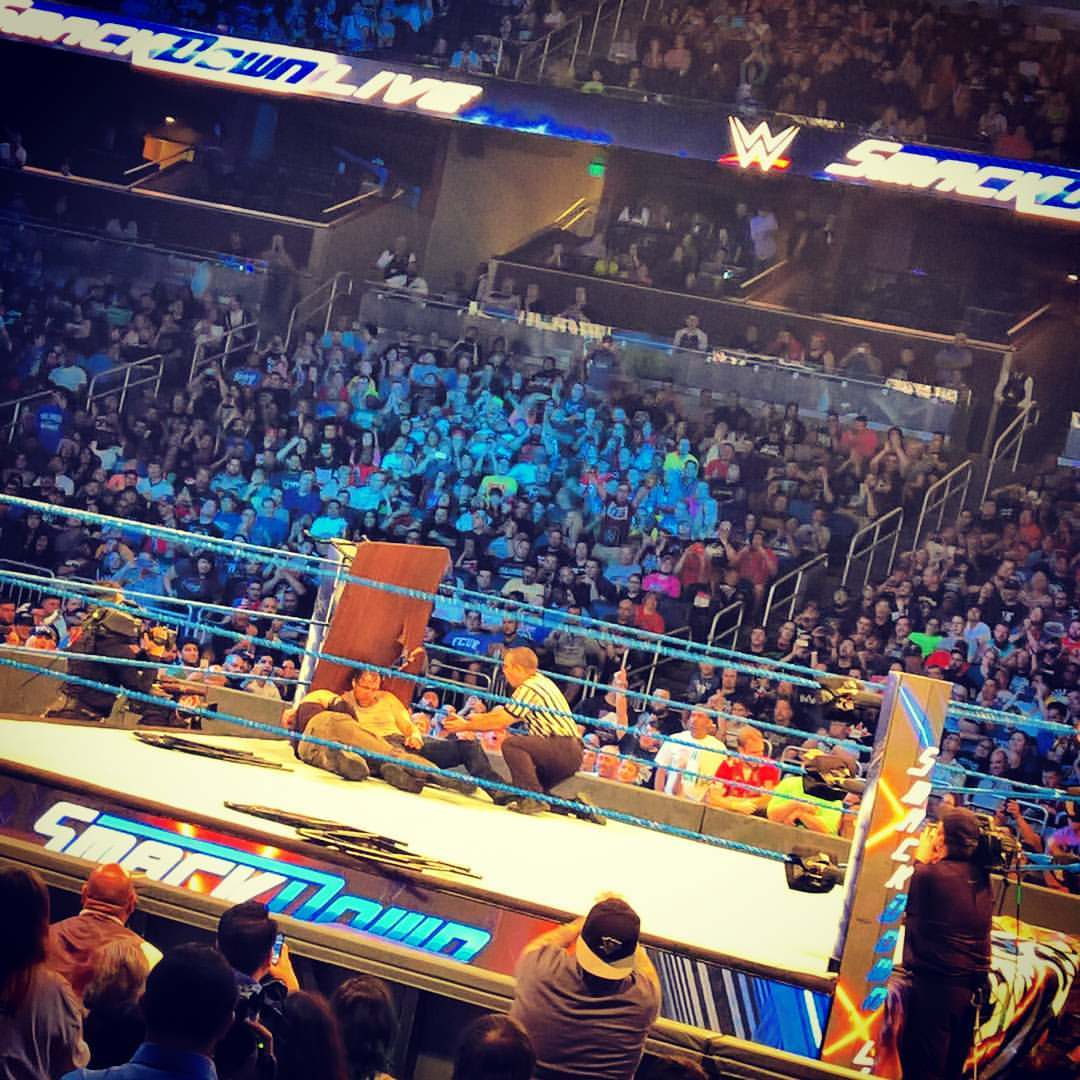
Dean Ambrose vs. Baron Corbin in einem Street Fight

Bei den ersten regulär angesetzten Matches im Bereich Hardcore, ab 1989 in der japanischen FMW, kam einer der Kontrahenten in der Regel mit einer Mülltonne zum Ring. In dieser war das sogenannte Garbage („Müll“), d. h. die für das Match genehmigten Gegenstände, aufbewahrt. Einer anderen Variante folgend, stand besagte Mülltonne bereits mittig (oder am Rand) des Rings, bevor beide Gegner diesen betraten. Angesichts dessen leitete sich die damalige umgangssprachliche Bezeichnung Garbage-Wrestling ab, bevor sich der Begriff Hardcore-Wrestling fest im Wrestling etablierte.
Hardcore-Wrestling wurde dann von der japanischen Promotion Big Japan Pro Wrestling in den frühen 1990er-Jahren weiterentwickelt und später von der damaligen US-amerikanischen ECW aufgegriffen und in den Staaten populär gemacht. In Japan und in der in den Staaten aufkommenden Deathmatch-Szene galt, im Gegensatz zur ECW, dass in den Matches so viel Blut wie möglich fließen müsse und infolgedessen wurden auch schwerste Verletzungen der Akteure von den Veranstaltern billigend in Kauf genommen. Die ehemalige ECW dagegen veranstaltete ihre Matches größtenteils unter Hardcore-Regeln. Da diese dort gewissermaßen an der Tagesordnung waren, musste deren Publikum auf andere Weise befriedigt werden. Man führte vonseiten des ECW-BODs die sogenannten FTW Rules ein, indem man im Rahmen der Storyline den Wrestler Taz seinen eigenen World Title und die dazugehörigen Regeln erschaffen ließ: Dessen Matches waren zwischen dem Hardcore- und dem Deathmatch-Wrestling angesiedelt, waren ähnlich brutal aufgebaut und besaßen offiziell keine Regeln. Dennoch verfuhr ECW nach dem Grundsatz, dass zwar so viel Blut, aber so wenige Verletzungen wie möglich das ECW-Hardcore-Wrestling beherrschen müsse. Reale Schwerst-Verletzungen waren in ECW sporadisch, und alle bekannten schweren Verletzungen waren das uneingeplante Ergebnis echter Unfälle.
Die verschiedenen Ansetzungen des heutigen Hardcore-Wrestlings sind allesamt aus dem Garbage-Stil des Wrestling weiterentwickelt und zeichnen sich heute vor allem durch den Verzicht auf Auszählen und Disqualifikationsregeln aus. So gibt es keine örtliche Beschränkung des Matches, sodass sich dieses sogar nach außerhalb der Halle, auf die Straße verlagern kann. Der Einsatz von Waffen ist für diese Match-Art praktisch obligatorisch.
Die ehemalige Promotion World Championship Wrestling bezeichnete ihre Hardcore-Matches meist als Raven's Rules Matches, womit der von Raven ausgearbeiteten Storyline entsprochen wurde, dass dessen WCW-Matches immer nach ECW-Regeln geführt würden. Zuvor wurden in der WCW Street-Fights geführt, die sich stark am ECW-Stil orientierten. Etwas später wurde von der WCW auch ein eigenständiger WCW-Hardcore-Titel eingeführt. Allerdings waren diese Matches dort aufgrund der strikten No-Blood-Policy und der Tatsache, dass man sich als familienfreundliches Produkt verstand, wesentlich weniger brutal und es wurde komplett auf den (absichtlichen) Einsatz von Blut verzichtet.
Beim Wrestling-Marktführer World Wrestling Entertainment wird die Bezeichnung Hardcore-Match am häufigsten benutzt. Zudem existieren dort zahlreiche Synonyme wie Street-Fight, Extreme-Rules-Match, No-Holds-Barred-Match oder ECW-Rules-Match, bei diesen darf man aber nur im Ring pinnen oder aufgeben.
Noch weiter gehen die sogenannten Death- und Ultraviolent-Matches, die sich wiederum aus dem Hardcore-Stil weiterentwickelt haben und bei dem noch obskure Waffen, Steigerungs- und Verletzungsmöglichkeiten auftreten können. Eine Variante des Death- und auch des Ultraviolent-Matches besteht darin, dass die Fans vor Beginn der Wrestlingveranstaltung Gegenstände aller Art mitbringen dürfen, die dann von den entsprechenden Wrestlern im angesetzten Death-Match als Waffen eingesetzt werden (Fans bring the Weapons Death Match). Diese Art Matches werden heute hauptsächlich nur noch in kleineren unabhängigen, zumeist japanischen Ligen, der CZW und der IWA ausgetragen, da sich die großen Promotionen WWE, Total Nonstop Action Wrestling und Ring of Honor solche Verletzungsrisiken, wie sie beispielsweise von brennendem Stacheldraht, elektrisierten Leuchtstoffröhren oder Zementblöcken entstehen können, nicht leisten wollen und können.
Heutige Hardcore-, Death- und Ultraviolent-Matches werden vielfach mit dem Barbed-Wire-Match kombiniert.
Bekannte Wrestler, die sich fast ausschließlich mit solchen Matches einen Namen gemacht haben, sind Abdullah the Butcher, Thumbtack Jack, Necro Butcher oder Cactus Jack.

### House-of-Horrors-Match
Dieses Match hatte am 30. April 2017 bei WWE Payback Premiere, als Bray Wyatt und Randy Orton aufeinandertrafen. Das Match startete in Wyatts House of Horrors, einem als unheimlich dargestellten Haus, und endete später im Ring. Das Match konnte nur durch Pinfall, Aufgabe oder Nichterscheinen am Ring entschieden werden, Disqualifikation oder Auszählen gab es nicht.

### Survivor Series Ausscheidungs-Match
Diese Matchart wird nur in der WWE ausgeführt. Bei dieser Matchart treten Teams von bis zu je 6 Wrestlern gegeneinander an. Das Ziel ist es, das gegnerische Team zu „eliminieren“, das heißt, alle Mitglieder des gegnerischen Teams durch Pin, Aufgabe, Disqualifikation oder Auszählen zum Ausscheiden zu zwingen. Gewonnen hat das Team, welches zuerst alle gegnerischen Teammitglieder eliminiert hat.

### Inferno-Match
An dieser Matchart nehmen in der Regel zwei Wrestler teil. Sobald beide sich innerhalb des Ringes aufhalten, wird dieser mithilfe einer speziellen Apparatur ringsherum angezündet, sodass die Flammen zwischen dem Ringboden und dem ersten Ringseil stehen und gelegentlich nach oben schlagen. Um ein Inferno-Match zu gewinnen, muss der Gegner in Brand gesetzt werden - Pinfall, Submission oder Disqualifikationen gibt es hier (üblicherweise) nicht. Um sich vor Verbrennungen zu schützen, tragen die Wrestler in der Regel feuerfeste Kleidung, was aber für den normalen Zuschauer nicht zu erkennen ist. Das Inferno-Match wurde in der WWE für Kane bei Unforgiven 1998 eingeführt. Diese Matchart kommt jedoch kaum in der WWE vor, das bisher (Stand Dezember 2020) letzte fand bei der Großveranstaltung TLC: Tables, Ladders & Chairs zwischen Randy Orton (Sieger) und Bray Wyatt statt.

### Iron-Man-Match / Iron-Women-Match
Bei dieser Match-Variante wird im Voraus eine bestimmte Zeitspanne festgelegt, in der das entsprechende Match ausgetragen wird (in der WWE meist 30 oder 60 Minuten). Sieger ist, wer nach Ablauf dieser Zeitspanne die meisten Siege erringen konnte (gewertet werden Pinfalls, Aufgaben, Count-outs und Disqualifikationen). Bei einem Unentschieden nach Ablauf der Zeit wird oft eine Verlängerung nach Sudden-Death-Regeln angesetzt: es entscheidet wie in einem normalen Match der erste Sieg. Ein Iron-Man-Match stellt hohe Anforderungen an die Kontrahenten, da sie in dieser Variante die Zuschauer über einen ungewöhnlich langen Zeitraum unterhalten müssen, ohne sich im Ring merkliche Ruhepausen zu gönnen.
Eine spezielle Variante ist das Ultimate-Submission-Match, bei dem nur durch Aufgabe Punkte erzielt werden können.

### Item-on-a-Pole-Match
Bei diesem Match ist an der Ringecke ein hoher Pfosten befestigt, an dem ein Gegenstand, des Öfteren eine Waffe, hängt. Das Ziel ist es, den Gegenstand als erster herunterzuholen. Dabei kann das Match entweder durch das Erreichen des Gegenstandes oder aber durch Pinfall, Aufgabe etc. gewonnen werden.

### Last Man Standing-Match
Auch mitunter als Texas Deathmatch bezeichnet, geht es bei dieser Match-Art darum, den Gegner so weit zu schwächen, dass er am Boden liegt und im Stile des Boxens vom Ringrichter bis zehn ausgezählt wird. Des Weiteren wird in diesen Matches auf Disqualifikation verzichtet; üblicherweise werden Matches dieser Art sehr brutal dargestellt, um den knock-out glaubwürdig erscheinen zu lassen. Eine recht verbreitete Variation besteht darin, dass der Gegner zuerst gepinnt werden muss, bevor der Ringrichter ihn anzählt.

### Loser Leaves Town
Auch als Loser Leaves Company und anderen Namen bekannt. Der Verlierer des Matches steigt aus der Liga/aus dem Kader aus; ein Brauch aus den alten Zeiten, als Wrestling eine Jahrmarktsattraktion war und es der Attraktivität des jeweiligen Vermarkters diente, seine Darsteller auszusortieren und durch neue zu ersetzen. Heutzutage dient es eher zur Rechtfertigung einer Pause (zum Kurieren einer Verletzung, aus familiären Gründen etc.) des unterlegenen Wrestlers, der zu einem späteren Zeitpunkt wieder in die Liga einsteigt.

### Luchas de Apuestas
Bei den in Mexiko etablierten Luchas de Apuestas (span. Kämpfe um Einsätze) kann es sich um viele verschiedene Match-Arten handeln, die sich jedoch dadurch auszeichnen, dass die Kontrahenten etwas bestimmtes aufs Spiel setzen. Im nordamerikanischen Wrestling ist dabei das Hair-vs.-Hair-Match am weitesten verbreitet. In diesem Fall muss sich der Verlierer des Matches die Haare komplett abschneiden lassen. In Mexiko stehen häufig die Masken der Wrestler auf dem Spiel – eine Demaskierung in einem Mask-vs.-Mask-Match bedeutet im Lucha Libre quasi den Verlust der Ehre. Normalerweise darf ein Wrestler, der seine Maske in einem solchen Kampf verlor, nie wieder maskiert auftreten, doch kommerzielle Interessen sorgten hier bereits für Ausnahmen – so darf Rey Mysterio außerhalb Mexikos seine Maske nach wie vor tragen, obwohl er sie einst in einem Hair-vs.-Mask-Match an Kevin Nash verlor.

### Lumberjack- bzw. Lumberjill-Match
Ein Lumberjack-Match (engl. Holzfäller-Kampf) ist ein Single-Match mit der Besonderheit, dass um den Ring weitere Wrestler postiert sind, die normalerweise die Aufgabe haben, den Ring verlassende Wrestler wieder in denselbigen zu befördern. Dabei kann es sich um Freunde der jeweiligen aktiven Kontrahenten oder um eine einseitige Zusammensetzung (meistens komplett aus Heels bestehend) handeln. Verlässt ein Wrestler den Ring, wird er von den ihm feindlich gesinnten Lumberjacks attackiert, die häufig versuchen, ihm (insofern es sich nicht um ein Titelmatch handelt) durch count-out den Sieg zu kosten. Die Lumberjacks dürfen den Ring selbst nicht betreten. Handelt es sich bei den um den Ring stehenden Wrestlern um Frauen, nennt man den Kampf Lumberjill-Match.

### Mixed-Tag-Team-Match
Die beiden Teams bestehen meistens aus je einem männlichen und einem weiblichen Kontrahenten, wobei stets nur Wrestler des gleichen Geschlechts gegeneinander antreten dürfen, d. h. wenn ein Team einen Tag ausführt, sind auch die Gegner zum Wechseln gezwungen. Allerdings kam es auch schon vor, dass eine Wrestlerin eine Aktion und mitunter den siegreichen Pin gegen einen männlichen Gegner zeigte. Mitunter treten in solchen Matches auch zwergwüchsige Wrestler (Midgets) anstelle der Wrestlerinnen auf, dürfen dann allerdings auch gegen eventuelle weibliche Gegner antreten.

### Strip-Match
In solchen Matches besteht das Ziel darin, den Gegner teilweise zu entkleiden. Da dabei kaum wrestlerische Fähigkeiten zum Einsatz kommen, treten meistens untrainierte Manager oder Valets an, obwohl heutzutage auch trainierte Wrestlerinnen Matches dieser Art bestreiten. In der WWE ist das Bra-and-Panties-Match oder auch das Evening-Gown-Match am verbreitetsten, bei dem die ausschließlich weiblichen Kontrahenten ihre Gegnerin bis auf die Unterwäsche ausziehen müssen. Bei den ausschließlich in extremeren Ligen verbreiteten Buck-Naked-Match muss die Gegnerin hingegen komplett entkleidet werden. Insbesondere in den 1980ern und frühen 1990ern bestritten männliche Manager und sonstige Nicht-Wrestler häufig Tuxedo-Matches, in welchen der Smoking des Gegners ausgezogen werden musste.

### Submission Counts Anywhere
Diese Match-Art entspricht dem Falls Count Anywhere Match, außer dass dieses Match durch Submission entschieden werden muss.

### Three Stages of Hell
Dieses Match stellt eine Erweiterung der 2 out of 3 Falls-Regelung dar, bei der maximal drei unterschiedliche Einzel - Kampfarten hintereinander ausgetragen werden. Gewonnen hat, wer als erster zwei der drei Matches für sich entschieden hat. Meist werden Matches mit besonderen Bedingungen ausgewählt (Stahlkäfig, keine Disqualifikation etc.), um es für das Publikum interessanter zu gestalten.

### Tornado-Tag-Team-Match
In dieser Variation nehmen beide Wrestler der Teams aktiv am Match teil, sodass der namensgebende Tag entfällt. Auch hier endet das Match grundsätzlich nach dem ersten regelkonformen Ausschalten eines Gegners, kann aber auch um die Ausscheidungsregel erweitert werden.

## Ansetzungen mit speziellen Hilfsmitteln bzw. Waffen

### Krankenwagen-Match (Ambulance)
Bei einem Ambulance-Match (dt. Krankenwagen-Match) muss der Gegner in das Innere eines außerhalb der Halle platzierten Krankenwagens verfrachtet und die Ladetüren geschlossen werden. Bei dieser Matchart werden häufig die Regeln von Hardcore-Matches verwendet, um die Spannung zu steigern.
Das Last-Ride-Match ist eine Variante des Ambulance-Matches, bei der der Kranken- durch einen Leichenwagen ersetzt wird. Diese Variante wurde für den Undertaker eingeführt, da dessen Gimmick hervorragend zu dieser Matchart passt.

### Stacheldraht-Match (Barbed Wire)
Bei einem Stacheldraht-Match werden die Ringseile mit Stacheldraht umwickelt. Diese ersten Matches dieser Art wurden Anfang der 1930er-Jahre von der damaligen National Wrestling Association eingeführt und vor allem bei Jahrmarktveranstaltungen durchgeführt. Weiterentwickelt wurde diese Matchart von der National Wrestling Alliance, die sie in der Zeit zwischen 1948 und den 1970er-Jahren veranstaltete, um dem Publikum eine besondere Spannung darzubieten. Dabei ging es vielfach um den Gewinn hoher Geldbeträge. Auch in der heutigen WWE waren Barbed-Wire-Matches bis in die 1980er-Jahre verbreitet. Allerdings war in den größeren Ligen der Stacheldraht häufig präpariert oder sogar nur aus Hartgummi (sogenannter Gimmick Wire), um schwere Verletzungen zu verhindern. Heute werden in der WWE keine reinen Stacheldraht-Matches mehr veranstaltet.
Heutige Stacheldraht-Matches entsprechen den Regeln nach üblicherweise einem Hardcore-Match. Sie werden hauptsächlich in den kleinen Independent-Ligen wie der CZW und der IWA veranstaltet. Total Nonstop Action Wrestling veranstaltete nur Barbed-Wire-Matches (die den Namen „Barbed Wire Massacres“ trugen), als sie Sabu unter Vertrag hatte.
In Japan laufen diese Stacheldraht-Matches teilweise etwas härter ab: Dort wird vielfach der Stacheldraht, der nun die Ringseile ersetzt (Keine Seile Stacheldraht Match, No Ropes Barbed Wire Match auf Englisch), unter Strom gesetzt oder mit Sprengkapseln ausgestattet. Bei Barbed-Wire-Matches liegen häufig zusätzlich mit Stacheldraht bedeckte Holzbretter (barbed wire boards) oder mit Stacheldraht umwickelte Stühle (barbed wire chairs) neben dem Ring.
Eine Variante des Barbed-Wire-Matches ist das sogenannte Klingen und Stacheldraht Match (Englisch: Barbed and Razor Wire), bei dem zusätzlich noch sogenannter NATO-Draht (engl. Razor-Wire; eine Art Stacheldraht, bei dem die normalen Dornen durch geschärfte rasierklingenähnliche Metallstreifen ersetzt sind) verwendet wird.

### Käfig-Match

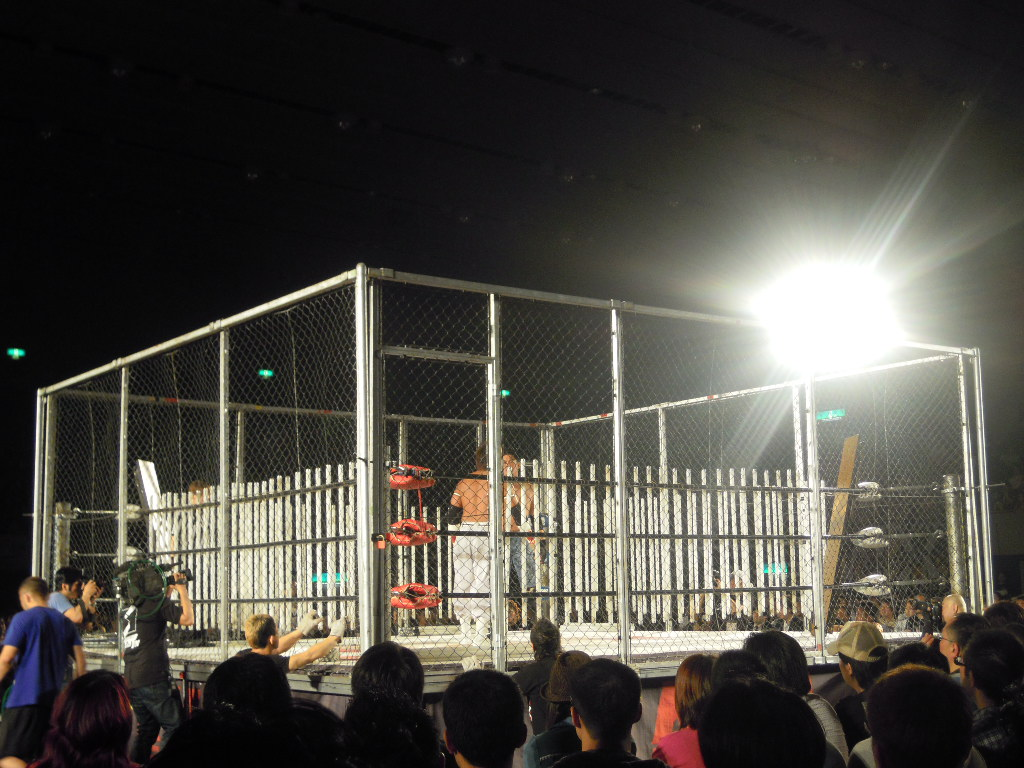
Klassischer Steel Cage, hier mit Maschendraht

Bei einem Cage-Match (dt. Käfig-Match) wird direkt um die Ringpfosten ein Käfig aus Maschendraht oder Eisenstangen aufgebaut. Der Käfig ist oben offen und es gewinnt üblicherweise der Wrestler, der es als erster schafft, ihn zu verlassen. Häufig gibt es zu diesem Zweck auch eine Tür auf einer Seite des Käfigs, die auf Anweisung eines Kontrahenten von bereitstehenden Ringrichtern geöffnet wird. Eher unüblich ist die Möglichkeit, ein solches Match auch durch Pin oder Aufgabe entscheiden zu können. Es gibt zahlreiche Varianten und Erweiterungen des Cage-Matches, die sich z. T. nur durch das Aussehen des Käfigs oder durch geringfügige Regelmodifikationen unterscheiden. Es gibt auch extremere Variationen, bei denen der Käfig beispielsweise mit Stacheldraht umwickelt ist.

#### Punjabi Prison-Match

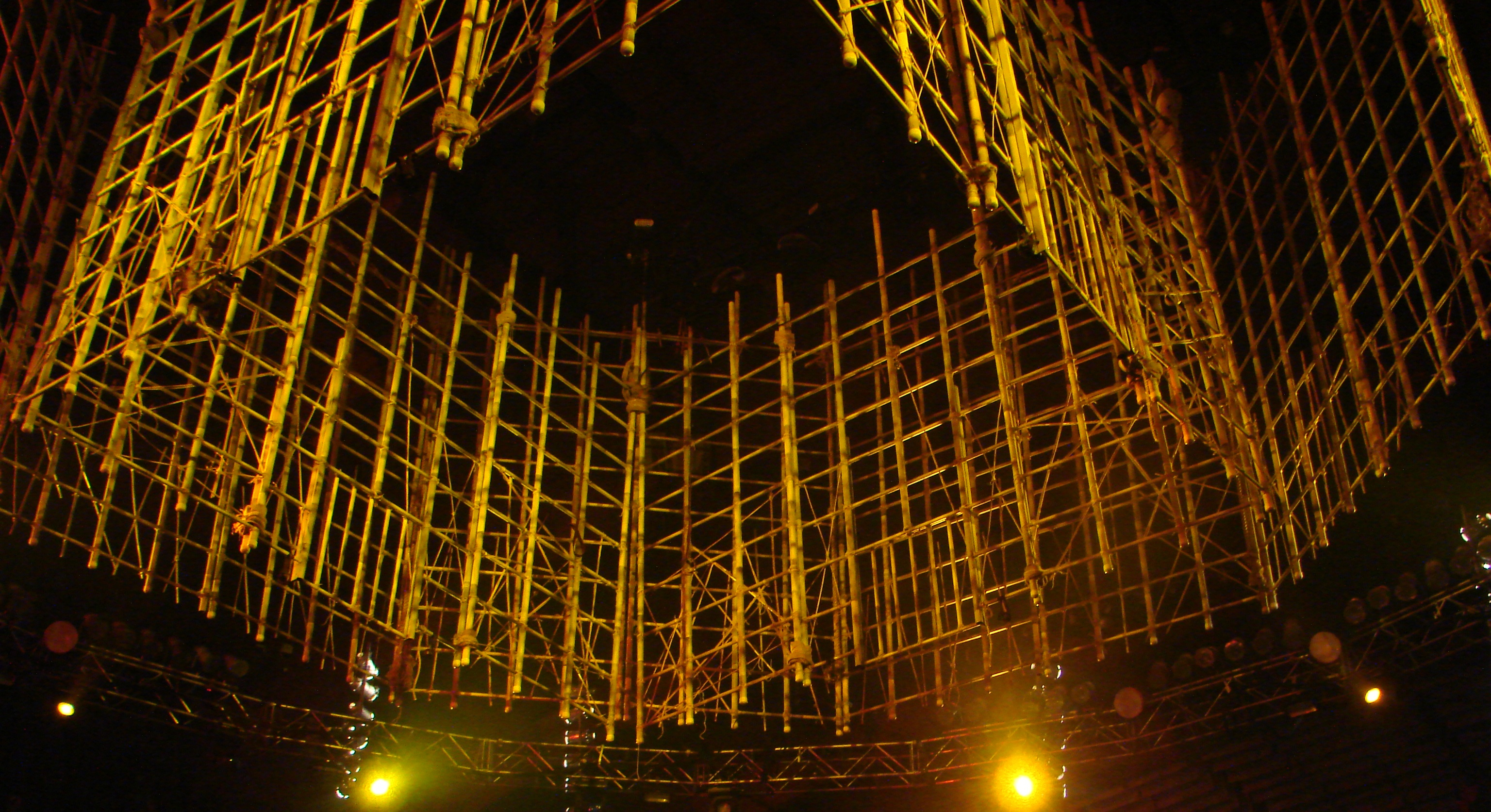
Der Punjabi Prison Käfig beim No Mercy Event 2007.

Das Punjabi Prison Match stellt eine Sonderform des Cage Matches dar und wurde für den Inder
The Great Khali in der WWE eingeführt. Der Ring ist von zwei großen Käfigen aus Bambusstangen umschlossen, die 16 und 20 Fuß (4,9 und 6,1 Meter) hoch sind. Der innere Käfig hat vier Türen, die bei Aufforderung eines Kontrahenten durch einen Ringrichter geöffnet werden. Nach 60 Sekunden wird die Tür mit einem Vorhängeschloss gesichert und bleibt für den Kampf geschlossen. Der äußere Käfig hat keine Türen, dessen Spitzen sind mit angespitzten Bambusstangen gespickt. Um ein Punjabi Prison Match zu gewinnen, müssen beide Käfige verlassen werden; es gibt keine Pinfalls, Aufgaben oder Disqualifikationen.
In der WWE fanden bis heute nur drei (Stand Juli 2017) Matches im Punjabi Prison statt. Diese waren
- bei The Great American Bash 2006 zwischen The Undertaker und Big Show.[1]
- bei No Mercy 2007 zwischen The Great Khali und Batista um die World Heavyweight Championship.[2]
- bei Battleground 2017 zwischen Randy Orton und Jinder Mahal um die WWE Championship.[3]

#### Kennel From Hell-Match
In dieser Variante wird ein zweiter, größerer Käfig um den ersten herum gebaut, sodass ein Zwischenraum entsteht (in etwa der Abstand zwischen Ring und Publikumsabsperrung), in welchen vermeintlich bissige Hunde gesperrt werden. Ziel des Matches ist es, den äußeren Käfig zu verlassen, ohne dabei von den Hunden angefallen zu werden. Dieses Match fand bisher nur ein einziges Mal bei WWE während der Großveranstaltung Unforgiven 1999 statt, wobei sich Al Snow und der Big Boss Man um die WWF Hardcore-Championship gegenüber standen. Das Match geriet zum Fiasko, da die Hunde die Wrestler nicht beachteten und sich entweder gegenseitig anbellten oder friedlich auf dem Boden lagen und einer von ihnen gar auf den Boden urinierte.

#### Chamber of Horrors
Diese Matchart fand ebenfalls nur ein einziges Mal statt, und zwar beim WCW Halloween Havoc 1991. Zwei Teams aus je vier Wrestlern traten unter Hardcore-Regeln gegeneinander an und hatten das Ziel, einen der Gegner in einen im Ring aufgebauten Elektrischen Stuhl zu setzen und ihm durch Betätigung eines Hebels einen elektrischen Schlag zu versetzen. Der Käfig selbst war dabei mit dem Anlass entsprechend mit Spinnennetzen, Gummi-Fledermäusen etc. geschmückt. Auch dieses Match wurde im Nachhinein aufgrund seines hohen Trash-Faktors negativ aufgenommen, genießt jedoch auch gerade deswegen heutzutage bei vielen Fans einen gewissen Kultstatus.

#### Triple-Cage-Match
Bei dieser Variation werden drei Käfige übereinander gestellt, wobei jeder Käfig kleiner ist als der unter ihm befindliche. Gewonnen werden kann entweder durch Erreichen des obersten Käfigs, in dem sich je nach Regel auch ein zu erreichender Gegenstand befindet, oder durch Erreichen der untersten Ebene und Flucht aus dem Käfig.

#### War Games-Match
In dieser von Dusty Rhodes erdachten Matchart stehen zwei Ringe direkt nebeneinander und sind dabei von einem Käfig umschlossen. Zwei oder mehr Teams von je vier oder fünf Mitgliedern treten gegeneinander unter Ausscheidungsregeln an, wobei zuerst je ein Wrestler aus jedem Team beginnt. Alle weiteren Teilnehmer stoßen in zuvor festgelegten Zeitabständen dazu, wobei die Reihenfolge jeweils per Zufall entschieden wird. Dies kann z. B. zu einer Übermachtsituation von drei gegen einen führen. Die anderen Wrestler dürfen die Halle erst dann betreten, wenn sie an der Reihe sind. Sieger ist das Team, welches zuerst alle gegnerischen Teammitglieder eliminiert hat.

#### Asylum Match
In dieser besonderen Variante des Cage Matches (laut WWE-Storyline von Dean Ambrose erfunden) hängen über dem Käfig Waffen z. B. ein Sack voller Reißnägel, ein Wischmob, eine Zwangsjacke, eine Topfpflanze, ein Kendostick und ein Feuerlöscher. Das Match fand in der WWE bei Extreme Rules 2016 zwischen Dean Ambrose und Chris Jericho statt.

### Casket-Match
Das Ziel beim Casket-Match ist es, seinen Gegner in einen bereitgestellten Sarg zu befördern und diesen selbst zu schließen. Das Casket-Match wurde auf den Undertaker zugeschnitten, dessen Gimmick bestens zu dieser morbiden Kampfart passt. Diese Form sollte nicht mit dem Coffin-Match (engl. ebenfalls Sargmatch, siehe nächster Punkt) verwechselt werden.

### Coffin-Match
Ebenfalls ein Sargmatch, allerdings wird dieses per Pin oder Aufgabe entschieden (Auszählen oder Disqualifikation gibt es nicht) und der Verlierer wird erst anschließend in den Sarg befördert.

### Container-Match
In einem Match dieser Art gibt es ein bestimmtes Behältnis, in das der Gegner befördert werden muss, oder aber einen Gegenstand, an dem der Gegner gefesselt o. Ä. wird. Sonstige Regeln sind normalerweise außer Kraft gesetzt. Die Bezeichnung Container-Match kommt selbst praktisch nie vor; stattdessen nimmt das Match den Namen des entsprechenden Behältnisses an. Neben den nachfolgend aufgeführten Varianten gibt es viele weitere Container-Matches, die beispielsweise Zwangsjacken (Straitjacket-Match) oder Handschellen (Handcuff-Match) verwenden.

### No Escape

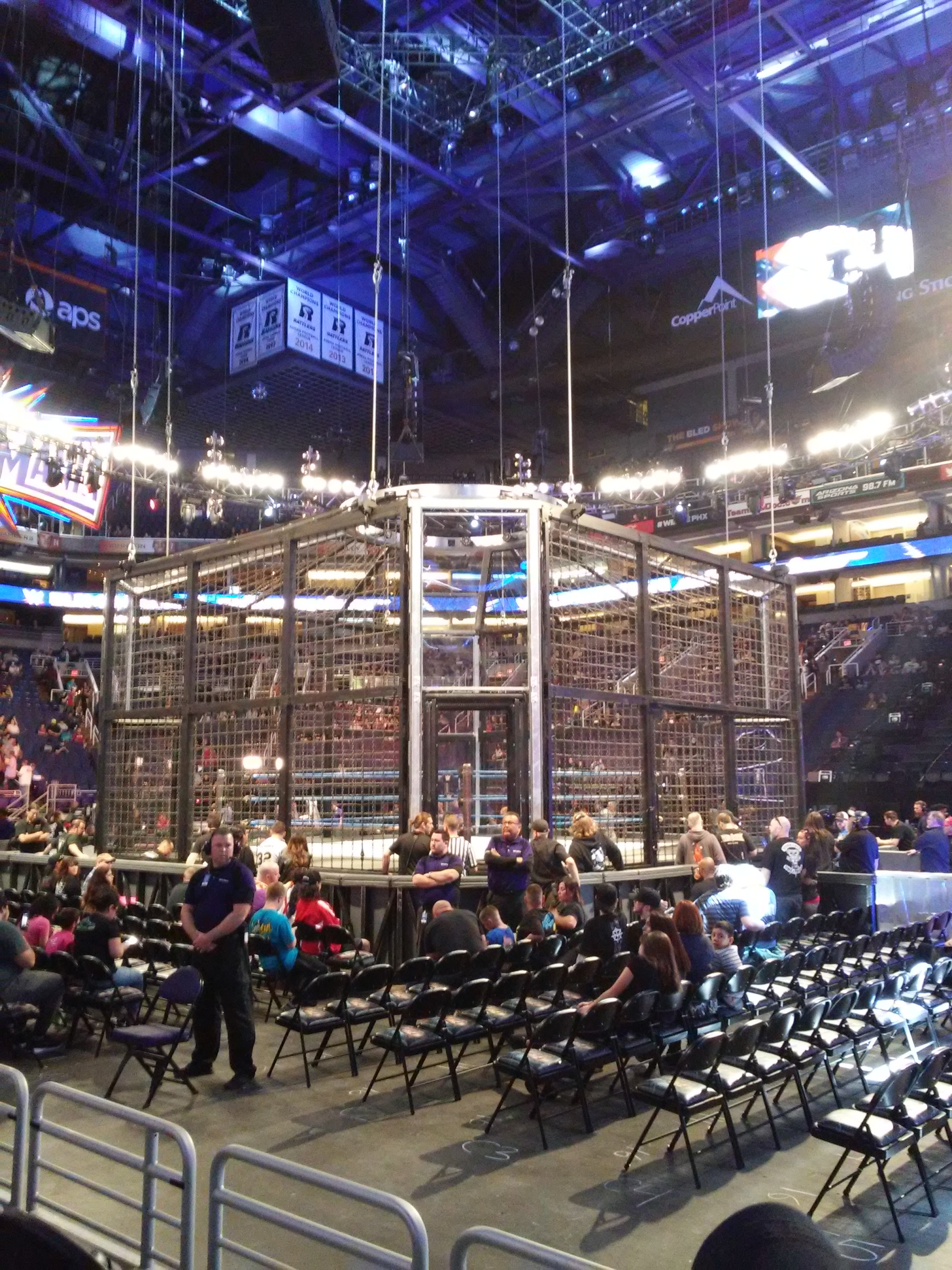
Der No-Escape-Käfig, Version 2017

Bei dieser nur in der WWE vorkommenden Match-Art ist eine einzigartige zylinderförmige Käfigkonstruktion um den Ring gebaut. Ursprünglich ein zylindrischer Käfig, wurde der No Escape-Käfig 2017 in einen rechteckigen Käfig umgewandelt, damit er an mehr Veranstaltungsorten abgehalten werden kann, da der ursprüngliche 15-Tonnen-Käfig nicht in die meisten Veranstaltungsorte getragen werden konnte. Zusätzlich wird der innerhalb des Käfigs liegende Boden aufgestuft, damit er mit dem Ring auf gleicher Höhe ist. Es nehmen insgesamt sechs Wrestler teil, wobei zwei davon das Match im Ring beginnen und die vier übrigen in kleinen Plexiglas-Kammern hinter den Ringpfosten postiert sind und nacheinander im Abstand von jeweils vier bis fünf Minuten zum Kampf hinzustoßen. Wer gepinnt wird oder aufgibt, scheidet aus dem Match aus. Manchmal wird in Vorausscheidungs-Matches bereits ermittelt, wer das Match beginnt und wer zuletzt teilnimmt, ansonsten wird die Reihenfolge "per Zufall" entschieden (tatsächlich natürlich schon vorher festgelegt).
Seit 2010 veranstaltet die WWE den Elimination Chamber PPV, in Deutschland bekannt als No Escape. WWE ändert den Namen des besagten PPV aufgrund von Holocaust-Bildern in Bezug auf Gaskammern auf seinen alternativen Namen.

### Hell in a Cell

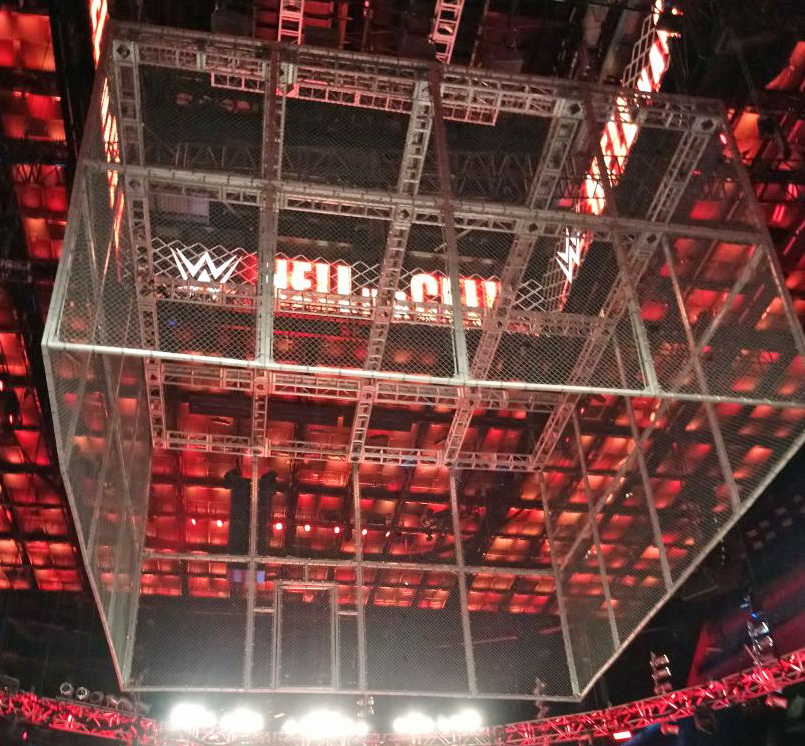
Der Hell in a Cell Käfig.

Diese Variante wurde 1997 erstmals von der WWE eingesetzt, wurde jedoch nicht von dieser Liga erfunden. Der Ring wird von einem Maschendrahtkäfig umschlossen, doch im Gegensatz zum Cage-Match hat sein Grundriss einen größeren Umfang, sodass neben dem Ring auf jeder Seite noch ungefähr ein Meter Platz ist. Zudem ist das Konstrukt oben geschlossen, folglich ist eine Flucht aus dem Käfig theoretisch nicht vorgesehen. Das Match wird durch Pin oder Aufgabe entschieden. Da im Hell In A Cell meist Waffen (sowie der Maschendraht des Käfigs selbst) eingesetzt werden und sich die Matches häufig auf das Dach der Konstruktion verlagern, gilt diese Variante als eine der gefährlichsten.

### Ladder-Match
In einem Leiter-Match stehen zumeist Championtitel oder andere wichtige Gegenstände (z. B. Verträge oder Geldbeträge) auf dem Spiel. Hierbei hängen der Titelgürtel oder ein sonstiger Gegenstand unter der Hallendecke – an einer Kette oder einem Seil befestigt – und sind nur mit einer Leiter zu erreichen. Die Leiter wird hierbei zum Schlüssel des Matches, oft werden von ihr herab beeindruckende Sprungattacken ausgeführt, oder sie wird als Schlagwaffe gebraucht. Steigt ein Wrestler auf die Leiter, versuchen die anderen Teilnehmer ihm die Leiter unter den Füßen wegzuziehen oder zu -treten, was regelmäßig zu spektakulären Stürzen führt. Ansonsten gibt es keinerlei Pinfalls, Submissions oder Disqualifikationen. In der ECW waren die Regeln für ein Leiter-Match etwas anders. Dort war die Leiter als legitime Waffe im Ring aufgebaut, der Sieger wurde durch Pinfall oder Aufgabe bestimmt.

#### Money-in-the-Bank-Ladder-Match
Die WWE führte das Money In The Bank Ladder Match bei WrestleMania XXI als neuen Bestandteil der Großveranstaltung ein, seit 2010 wird es als eigenständiges Pay-Per-View-Event veranstaltet. Dabei treten bis zu 10 Wrestler eines Brands an. Üblicherweise gibt es dort auch zwei Matches; eines für die WWE Championship und die World Heavyweight Championship. Bis 2011 wurden die Matches nach Rostern getrennt (RAW und SmackDown) ausgerichtet, dies wurde mittlerweile abgeschafft.
An einem Seil über dem Ring ist ein Koffer befestigt, dessen Besitz den Sieger laut Storyline zu einem Titelmatch gegen jeden Titelinhaber zu jeder Zeit berechtigt, sofern ein Ringrichter anwesend ist. Der Koffer muss innerhalb der nächsten zwölf (zeitweise auch nur sechs) Monate eingelöst werden; danach verliert der Vertrag seine Gültigkeit.

### Scaffold-Match
Zu den für die Wrestler am gefährlichsten geltenden Matcharten gehört das sogenannte Scaffold-Match (Gerüst-Match). Dabei müssen die jeweiligen Wrestler versuchen ihre Gegner von einem hohen Gerüst runterzustoßen. Es wird auch als Tag-Team-Match eingesetzt. Die Matchart geht zurück auf Jerry Jarrett, der es 1971 in Memphis erstmals einsetzte.
Die Matchart kommt heute kaum noch zum Einsatz. Zum einen ist sie sehr verletzungsintensiv, da es kaum eine Möglichkeit gibt, den Sturz abzufangen beziehungsweise sicherer zu gestalten, zum anderen sind sie für das Publikum eher langweilig, da die Wrestler sich auf dem Gerüst kaum bewegen können. In der WWE kam bislang kein solches Match zum Einsatz, wohl aber in der WCW, in der ECW und bei TNA.

### Strap-Match
Bei dieser Match-Art sind die beiden Wrestler mit einem Seil an den Handgelenken gefesselt, so dass keiner der beiden fliehen kann. Dieses Seil kann im Match nach Belieben eingesetzt werden. Neben den üblichen Regeln kann das Ziel des Matches auch darin bestehen, alle vier Ringpfosten hintereinander zu berühren, ohne vom Gegner daran gehindert zu werden. In dem Fall ist meist eine Beleuchtung an jedem Ringpfosten angebracht, die nach erfolgter Berührung aufleuchtet und nach einigen Sekunden wieder erlischt, sollte kein weiterer Pfosten berührt werden. Der Versuch gilt dann als gescheitert und muss von vorn begonnen werden. Es existieren zahlreiche Synonyme, die sich häufig nach dem verwendeten Fesselwerkzeug richten, z. B. Dog-Collar-Match, Indian-Strap-Match, Caribbean-Strap-Match oder Bull-Rope-Match bzw. Texas Bull-Rope-Match.

### Stretcher-Match
Ziel dieses Matches ist es, einen Wrestler im Verlauf der Storyline so weit zu schwächen, dass er das Match nicht mehr weiterführen kann. Der Kontrahent legt den „geschwächten“ bzw. „bewusstlosen“ Wrestler auf eine bereitstehende Trage und muss diesen dann über einen markierten Bereich der Arena schieben. Die Überquerung dieser Markierung bedeuten die Niederlage für den auf der Trage liegenden Wrestler.
Das erste Match dieser Art bestritten Rob Van Dam und Sabu in der ECW.

### Tables-Match
Es steht eine Vielzahl an Tischen im und um den Ring bereit. Das Ziel des Matches ist es, den Gegner durch einen Tisch zu befördern, sodass dieser zerbricht. Meistens werden Tables-Matches unter Hardcore-Regeln ausgetragen, wobei dies nicht zwingend ist – der legale Waffeneinsatz kann sich auch auf die Tische beschränken, während andere Gegenstände zur Disqualifikation führen.
In der ECW gab es das Flaming-Tables-Match, in dem die Oberfläche des Tisches erst angezündet werden musste, bevor man den Gegner hindurchbefördern und somit den Sieg erringen durfte.

### TLC-Match
Es stehen eine Vielzahl an Tischen, Stühlen und Leitern um dem Ring bereit. Das Ziel des Matches ist es, den Titel abzuhängen. Die Stühle und Tische gelten als Hilfsmittel, um den Gegner zu schwächen. Dieses Match ist eine Kombination aus einem Chairs- und einem Ladder Match.